# Karlovice (Kostelec u Holešova)
Karlovice je vesnice, část obce Kostelec u Holešova v okrese Kroměříž. Nachází se asi 1 km na severozápad od Kostelce u Holešova. Je zde evidováno 51 adres. Trvale zde žije 139 obyvatel.
Karlovice leží v katastrálním území Karlovice u Holešova o rozloze 0,51 km2.

## Historie
Vesnice byla založena roku 1780 hraběnkou Marií Barborou z rodu Rottalů, osadě dala jméno podle svého syna Karla a osídlila ji 20 poddanými z Kostelce, pod jehož správu Karlovice stále spadají. Tito poddaní si směli rovným dílem rozdělit 171 měr polí s pastvinou a postavit si tam chalupy.

## Obyvatelstvo

### Struktura
Vývoj počtu obyvatel za celou obec i za jeho jednotlivé části uvádí tabulka níže, ve které se zobrazuje i příslušnost jednotlivých částí k obci či následné odtržení.
| Místní části   | Místní části   | 1869 | 1880 | 1890 | 1900 | 1910 | 1921 | 1930 | 1950 | 1961 | 1970 | 1980 | 1991 | 2001 | 2011 |
| -------------- | -------------- | ---- | ---- | ---- | ---- | ---- | ---- | ---- | ---- | ---- | ---- | ---- | ---- | ---- | ---- |
| Počet obyvatel | část Karlovice | 172  | 220  | 210  | 192  | 228  | 222  | 216  | 210  | 225  | 160  | 152  | 131  | 139  | 137  |
| Počet domů     | část Karlovice | 28   | 36   | 37   | 37   | 38   | 38   | 44   | 47   | -    | 48   | 43   | 51   | 50   | 50   |

## Fotogalerie

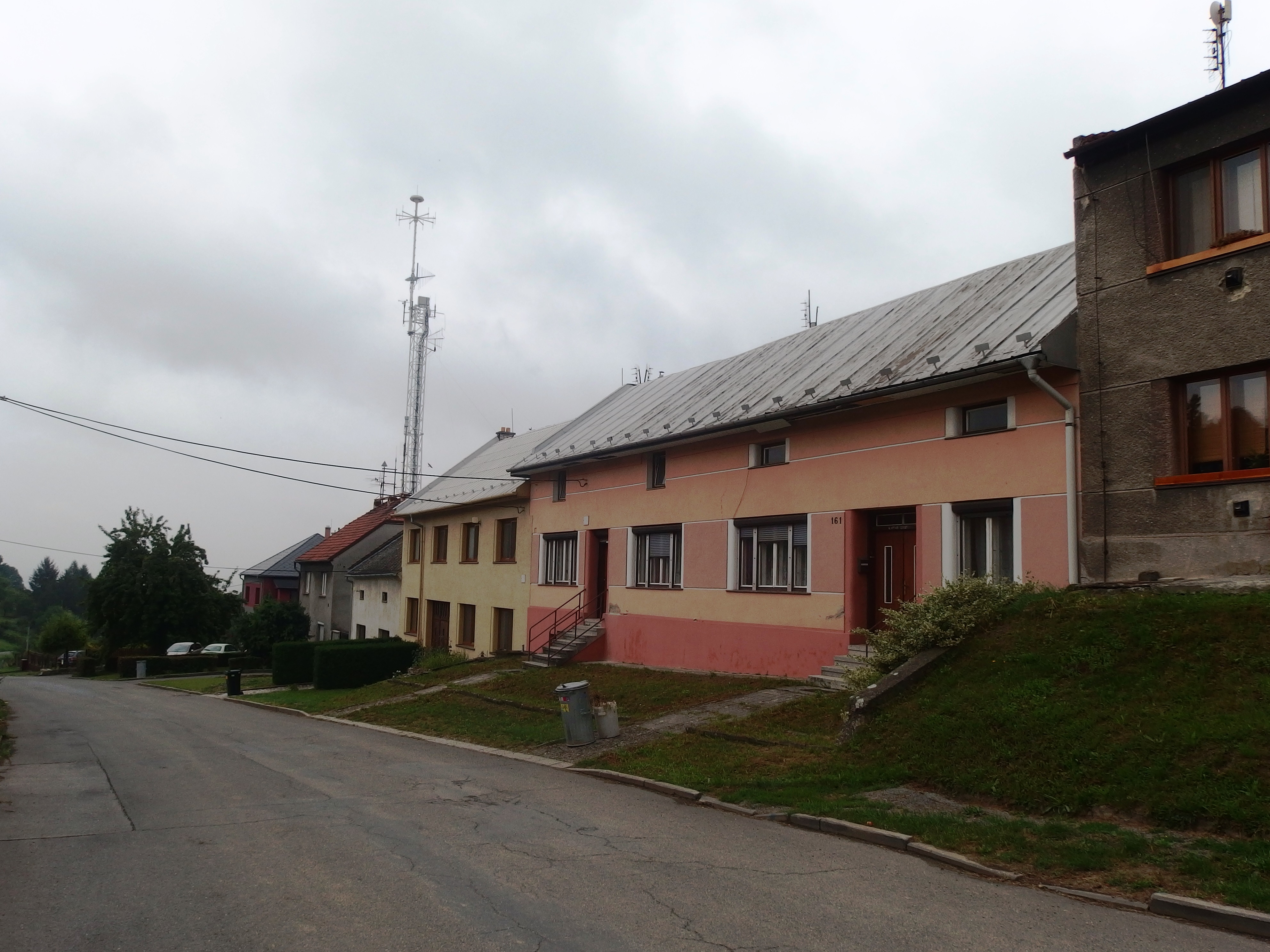
Ulice ke Kostelci
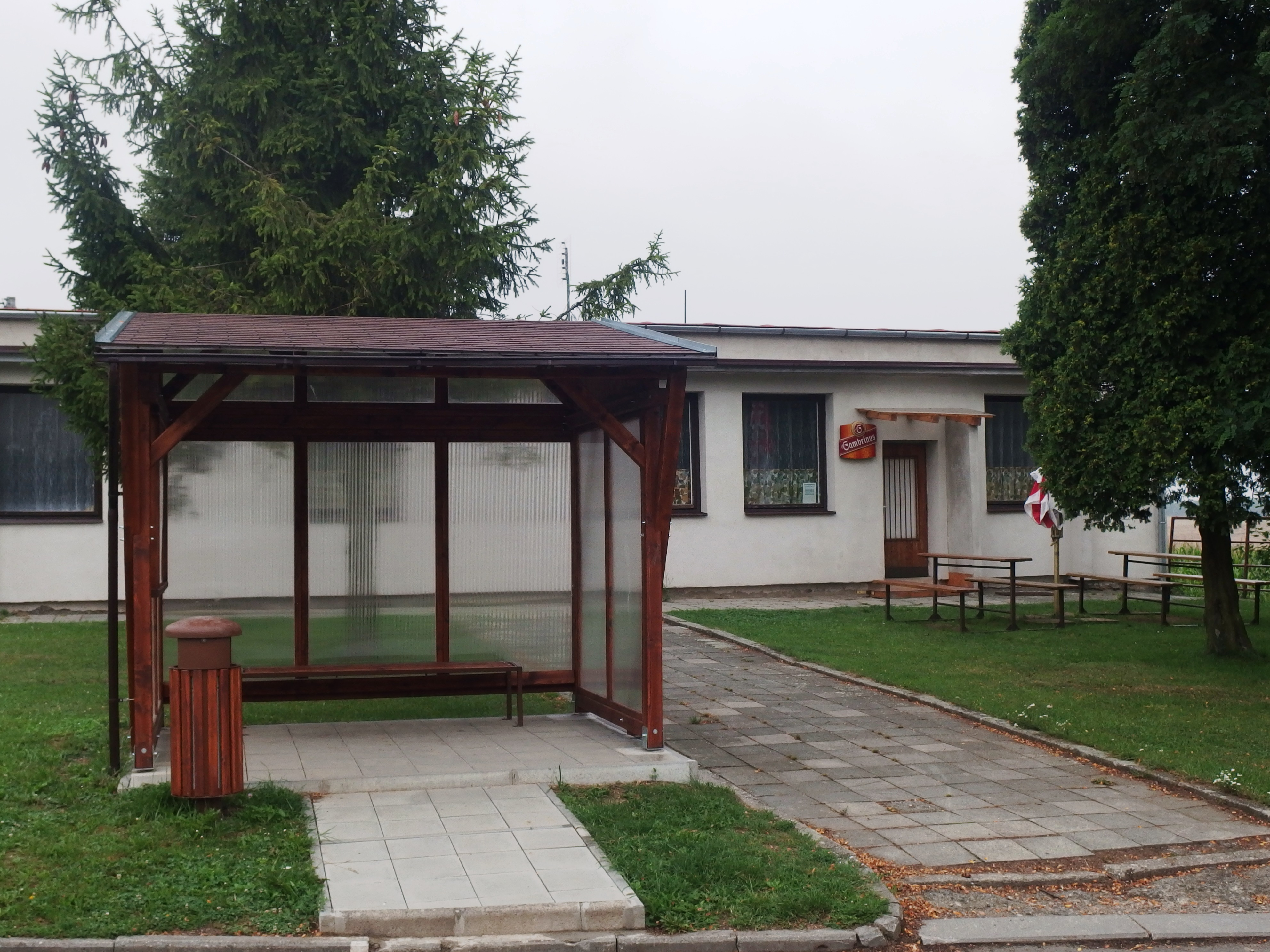
Autobusová zastávka a hospoda
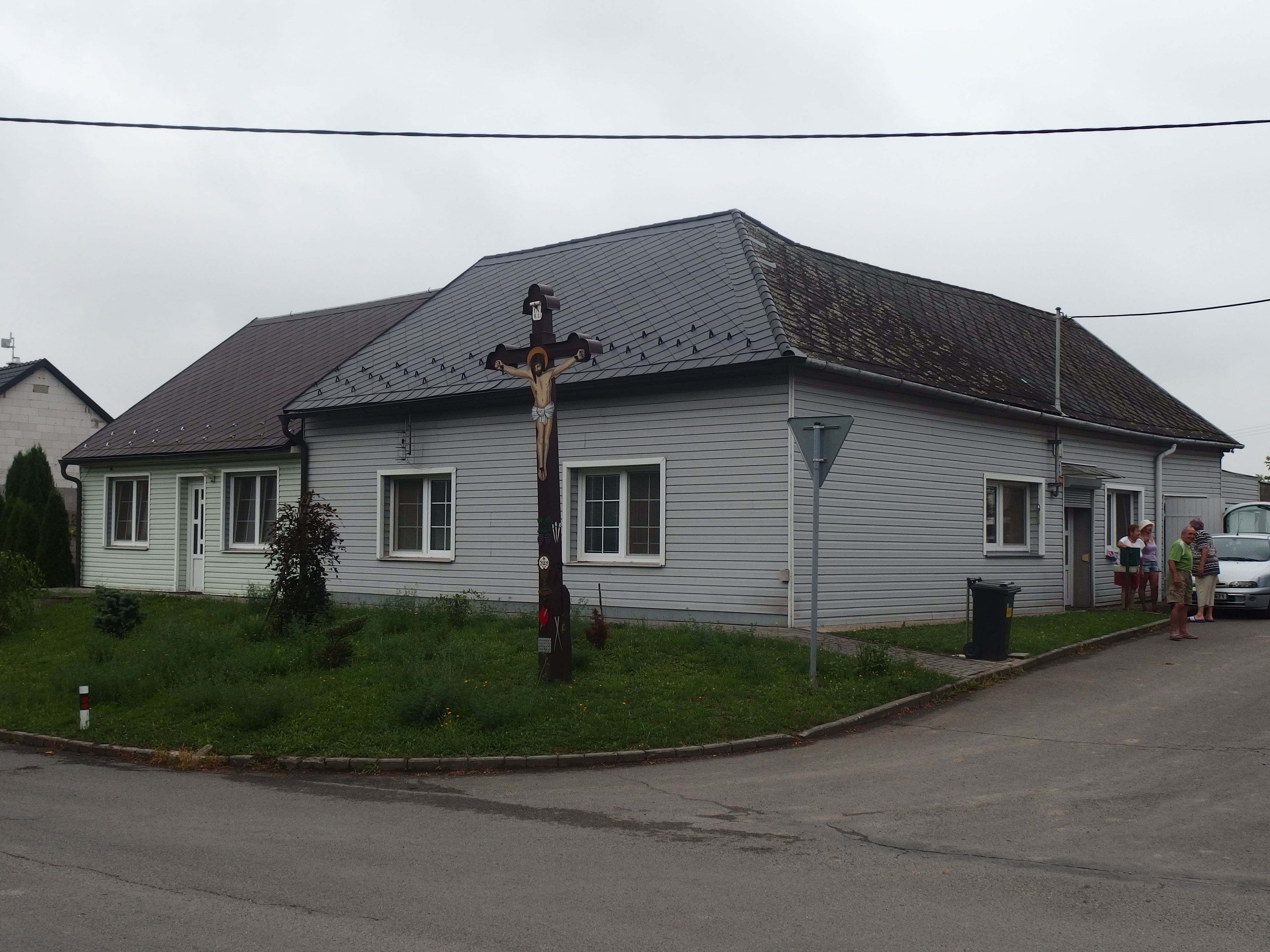
Dřevěný kříž